# 토몬카
《토몬카》는 스튜디오게일에서 만드는 애니메이션으로, 2021년 3월 20일부터 8월 28일까지 MBC에서 토요일 오전 8시에 방영했다. 텔레비전 방송 이전 2019년 11월 유튜브의 공식 채널, 2021년 3월 재능TV을 통해 WEB(토몬카ABC) 버전이 방송된 적 있었다.

## 방송 일시
| 방송 채널 | 방송일                     | 방송 시간 |
| --------- | -------------------------- | --------- |
| MBC TV    | 2021년 3월 20일 ~ 8월 28일 | 종료      |

## 개요
5대의 자동차 장난감 캐릭터 토몬카들이 다양한 사건을 겪으며 사회성을 배워나가는 내용의 에듀테인먼트 애니메이션.

## 등장 인물
- 레이몬 - 빠른 속도를 가진 빨간 차. 잘난 척을 즐기는 성격으로 눈매가 치켜올라가 있다.
- 미니몬 - 노란색 승합차. 주인공 토몬카 중 최단신이지만, 머리가 좋은 편이라 사건 해결에 도움을 준다.
- 픽트몬 - 파란색 픽업트럭. 따뜻한 마음씨를 가진 듬직한 친구다.
- 밀리몬 - 올리브색 SUV. 카리스마 여전사다.
- 일렉몬 - 인공지능 전기자동차이다.

## 목소리 출연
- 천지선: 레이몬, 밀리몬, 스프링 악동카, 그 외
- 강은애: 미니몬, 그 외
- 김명준: 픽트몬, 네레이션, 레이싱 악동카, 철가면 악동카, 그 외

## 스태프
- 기획: 최현종
- 책임프로듀서: 이수인
- 조연출: 문승미
- 기획/총감독: 신창환
- 공동기획: 박태호, 이찬욱
- 감독: 문상진
- 제작실장: 오충원
- 제작프로듀서: 성준호, 박지현, 김준희
- DIA TV 사업총괄: 오진세
- 구성
  - 시나리오: 신창환, 문상진, 김준기, 이승민, 도경민, 이지현, 김효민
  - 스토리보드: 홍성우, 박규리, 이환희, 이지연, 이밝음, 강예지, 노예진, 박생기, 한상은, 이강호, 김현욱, 김보경, 배정훈
- 디자인
  - 아트디렉터: 류정우
  - 캐릭터/배경 디자인: 정미경, 박용제, 최영, 강종호, 김다현, 권주은, 김향림, 이시연, 박정민
  - 모델링/맵핑: 이창일, 최수환, 이승석
  - 리깅: 최준호, 정지훈, 박지호
- 애니메이션
  - 애니메이션 슈퍼바이저: 최성규, 박민정, 안지민
  - 애니메이터: 정은희, 민혜진, 김혜민, 이순조, 배상민, 박상현, 임선영, 최원진, 김동훈
  - 테크니컬 디렉터: 최준호
  - 애니메이션 셋업: 이창일, 최수환, 이승석
  - 라이팅 슈퍼바이저: 조현철
  - 라이팅/합성/이펙트: 이창일, 최수환, 이승석, 이송이
  - 행정: 이준혁, 이민주, 봉선화, 전민주, 이아란
  - 시스템 관리: 박영신
- 마케팅: 변은호, 주아름, 주영재, 이현정, 반지영, 박지혜
- 공동마케팅: 김도희, 박은별 (CJ ENM DIA TV)
- 외주제작: 자이언트무비, 아보룩스, 애니트리, 프롬이스트, 플롯스튜디오, 긱스소프트, 위드제이, 펠릭스, 아트플러스엠
- 음악: 신승준, 김원아(신스뮤직)
- 음향: 김지희, 김수경(모모사운드)
- 믹싱: 강희중(POPES)
- 녹음: 부유정(POPES)
- 오프닝, 엔딩곡 작사: 신창환
- 오프닝, 엔딩곡 작곡: 신승준, 김원아
- 노래지도: 전해윤
- 노래: 리틀유니스(노은율, 손나은, 이서연, 김하율, 김민서, 위서은, 김라임)
- 공동제작: STUDIO GALE, DIA TV, CJ ENM, YUJIN Media
- 제작 지원: 한국콘텐츠진흥원 (KOREA CREATIVE CONTENT AGENCY), UNITY
- 기획: MBC
- 제작: STUDIO GALE

## 방영 목록
| 회차       | 제목                                                         | 방송 일자       |
| ---------- | ------------------------------------------------------------ | --------------- |
| 1화        | 반가워요 미니몬레이몬, 너무 빨리 달리면 위험해요픽트몬       | 2021년 3월 20일 |
| 2화        | 토몬월드의 정글 미끄럼틀고마워요, 일렉몬밀리몬의 승부        | 2021년 3월 27일 |
| 3화        | 미니몬의 잠 못드는 밤레이몬의 사라진 바퀴장난감이 망가졌어요 | 2021년 4월 3일  |
| 4화        | 로못청소기를 막아라뒷정리는 깨끗이!밀리몬을 막아라           | 2021년 4월 10일 |
| 5화        | 토몬카 경주대회높은 곳은 위험해요테니스는 즐거워             | 2021년 4월 17일 |
| 6화        | 마술사 미니몬다정한 픽트몬미니몬의 변신                      | 2021년 4월 24일 |
| 7화        | 일렉몬의 탱탱볼볼링은 어려워요심술쟁이 악동카                | 2021년 5월 1일  |
| 8화        | 블랙몬의 등장픽트몬의 새싹레이몬, 장난은 이제 그만~          | 2021년 5월 8일  |
| 9화        | 두더지 구출작전일렉몬이 이상해졌어요레이몬의 새 공           | 2021년 5월 15일 |
| 10화       | 충전기 집의 비밀스케이트는 어려워요퍼프와 밀리몬             | 2021년 5월 29일 |
| 11화       | 개미퍼즐이 좋아요미로 탈출                                   | 2021년 6월 5일  |
| 12화       | 시계 요정보안관 레이몬새 친구 붕붕                           | 2021년 6월 12일 |
| 13화       | 다 함께 춤을아기새 구출작전바람개비 소동                     | 2021년 6월 19일 |
| 14화       | 빅트랙 아저씨풍선 소동달려라 멜로                            | 2021년 6월 26일 |
| 15화       | 토몬카의 첫 눈방귀 소동해머킹 대회                           | 2021년 7월 3일  |
| 16화       | 할로윈깃털 소동줄넘기는 힘들어                               | 2021년 7월 10일 |
| 17화       | 세차 미끄럼틀 놀이터레이몬과 주사위우리 사이좋게 놀아요      | 2021년 7월 17일 |
| 18화       | 나의 집을 찾아서욕심부리면 안 돼요미니몬의 피아노            | 2021년 8월 14일 |
| 19화       | 작은 요정과 떠난 새로운 세상보물 상자레이몬의 변신           | 2021년 8월 21일 |
| 최종화(20) | 소똥구리사진소동행복의 퍼즐조각                              | 2021년 8월 21일 |

## 결방 및 편성안내
- 2021년 7월 24일 ~ 8월 7일: 2020 도쿄 올림픽의 관계로 인해 결방했다.